# Grand Theft Auto IV
Vous lisez un « bon article » labellisé en 2016.
Grand Theft Auto IV, communément abrégé GTA IV ou GTA 4, est un jeu vidéo d'action-aventure à monde ouvert développé par Rockstar North et édité par Rockstar Games. Il est initialement publié le 29 avril 2008 sur consoles PlayStation 3 et Xbox 360 en Amérique du Nord, en Europe et en Océanie. Il est ensuite publié sur Microsoft Windows (PC) le 2 octobre 2008 en Amérique du Nord puis le 3 décembre en Europe, tandis que la version Xbox 360 est rétrocompatible sur Xbox One depuis le 9 février 2017. Le jeu est le premier volet de la série Grand Theft Auto entièrement en haute définition, le quatrième volet majeur et le onzième épisode dans l'ordre d'apparition, succédant à Grand Theft Auto: Vice City Stories publié en 2006.
Le jeu met en scène Niko Bellic, un vétéran de guerre serbe, ayant immigré dans la ville de Liberty City aux États-Unis afin d'y vivre le rêve américain promis par son cousin, Roman Bellic, qui l'entraîne malgré lui dans un engrenage de crimes et de règlements de comptes. Le joueur progresse dans des environnements en trois dimensions qu’il explore en vue à la troisième personne et dans lesquels il peut se déplacer à pied ou grâce à divers véhicules. Le jeu combine des éléments de course et de tir à la troisième personne et propose un gameplay ouvert aussi bien en solo qu'en multijoueur. Dans ce dernier mode, entre 16 et 32 joueurs (selon les versions) peuvent coopérer ou s'affronter dans différents modes de jeu.
Le jeu bénéficie de deux contenus épisodiques publiés en téléchargements payants sur consoles et PC. Le premier, intitulé The Lost and Damned, est publié le 17 février 2009 et le second, intitulé The Ballad of Gay Tony, est publié le 29 octobre 2009. Le joueur y incarne respectivement Johnny Klebitz et Luis Lopez, deux protagonistes liés au scénario de Grand Theft Auto IV.
Malgré les polémiques qui entourent les graphismes et contenus à caractère violent et sexuel, Grand Theft Auto IV est un succès commercial. Il est très favorablement accueilli par l'ensemble de la presse spécialisée et récompensé à de nombreuses reprises. À sa sortie, le jeu bat deux records de ventes avec près de 3,6 millions d’exemplaires écoulés le premier jour et six millions d’exemplaires vendus en une semaine, engrangeant ainsi plus de 500 millions de dollars de recettes. En septembre 2011, il dépasse les 22 millions d'exemplaires vendus. Il se classe meilleur jeu de tous les temps et devient le jeu pour consoles de septième génération le mieux noté sur des agrégateurs tels que GameRankings et Metacritic. Son successeur et cinquième volet majeur de la série, Grand Theft Auto V, est publié en septembre 2013.

## Trame

### Scénario

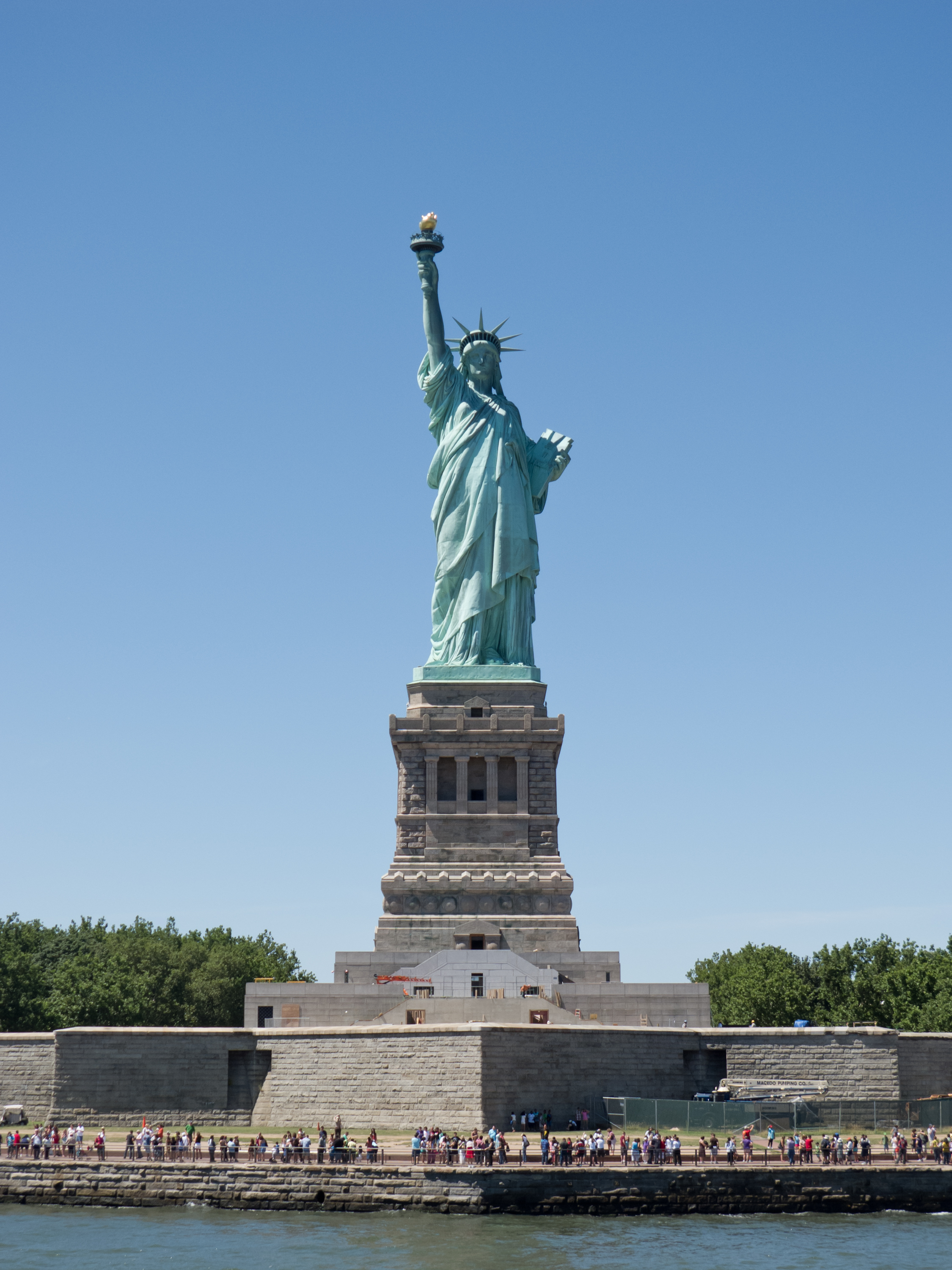
La statue de la Liberté, reproduite dans le jeu et appelée statue de l'Hilarité, est le symbole de Liberty City.

L'histoire du jeu met en scène Niko Bellic, un vétéran de guerre d'origine serbe, ayant immigré dans la ville de Liberty City aux États-Unis, afin d'y réaliser le rêve américain promis par son cousin, Roman Bellic et de retrouver un ancien membre de son unité qui l'a trahi quinze ans auparavant. Cependant, à son arrivée, Niko apprend rapidement que les histoires de Roman n'étaient que mensonges et que celui-ci croule en réalité sous les dettes.
Niko se retrouve donc à assurer la protection de Roman pour qui il va jusqu'à tuer Vladimir « Vlad » Glebov, l'amant de sa compagne Mallorie Bardas. À la suite de cet événement, Niko et Roman sont enlevés par les membres de la Bratva de Liberty City, commandée par Mikhail Faustin et son associé Dimitri Rascalov. Cependant, heureux d'apprendre la mort de Vlad, Faustin engage Niko, qu'il charge de tuer Lenny, le fils de Kenny Petrović, membre le plus puissant de la Bratva. Chose faite, Petrović exige de Dimitri qu'il assassine Faustin. Dimitri confie cette tâche à Niko, mais trahit ce dernier pour s'associer à Ray Bulgarin,. Après un incendie, déclenché par les hommes de Dimitri, qui a ravagé leur appartement, Niko et Roman s’exilent du quartier de Broker et s'installent dans l'appartement d'un cousin de Mallorie situé dans le quartier voisin de Bohan. Ils souhaitent redémarrer leur vie, mais se retrouvent ruinés. Pour gagner de l'argent, Niko accepte de travailler pour Brucie Kibbutz qui le charge de se débarrasser de ses ennemis. Peu de temps après, Mallorie lui présente Manuel « Manny » Escuela, un ancien gangster, par la suite tué d'une balle dans la tête par la toxicomane Elizabeta Torres. Cette dernière, une autre connaissance de Mallorie, propose à Niko de transporter sa drogue avant de se faire piéger par le N.O.O.S.E (l'un des services de l'application de la loi ; allusion au mot anglais Noose qui signifie nœud coulant) duquel il s'échappe avec difficulté. Après avoir rapporté la drogue à Jacob « Little Jacob » Hugues, un dealer jamaïcain, Niko se fait piéger par son ex-petite amie, Michelle, qui s'appelle en réalité Karen et qui est employée à l'United Liberty Paper (U.L. Paper), une agence gouvernementale sous couverture.
Niko fait la rencontre de Tray « Playboy X » Stewart (homme d'affaires et ami de Torres) et de Dwayne Forge, un ancien détenu dépressif et ancien partenaire de Playboy X. Ce dernier demande à Niko d'exécuter Dwayne, ce que ce dernier demande aussi pour Playboy X ; il doit donc choisir lequel des deux il exécutera. Plus tard, Niko se rend à Algonquin pour travailler avec la famille McReary dont tous les frères sont des criminels. Parmi eux, Francis « Frankie » McReary, l'adjoint corrompu du commissaire ; Packie, un ami de Torres ; et sa sœur, Kate, la future compagne de Niko. Ils organisent ensemble un braquage de banque qui connait quelques ratés. U.L. Paper propose ensuite à Niko des missions, notamment trouver un individu sur un ordinateur de police pour ensuite aller l'exécuter. En entrant à Alderney, dernière partie de la ville, Niko s'associe avec Gerald et Derrick McReary (le joueur choisit de tuer soit Francis, soit Derrick). Il s'avère que ces derniers travaillent avec les mafiosi Phil Bell et Ray Boccino, pour qui il accomplit des missions. Mais il retrouve son ancien membre d'unité Bernie Crane, devenu professeur d'aérobic et se rend vite compte qu'il n'a participé à aucune trahison. Il l'aide d'ailleurs à se débarrasser des homophobes qui lui mènent la vie dure.

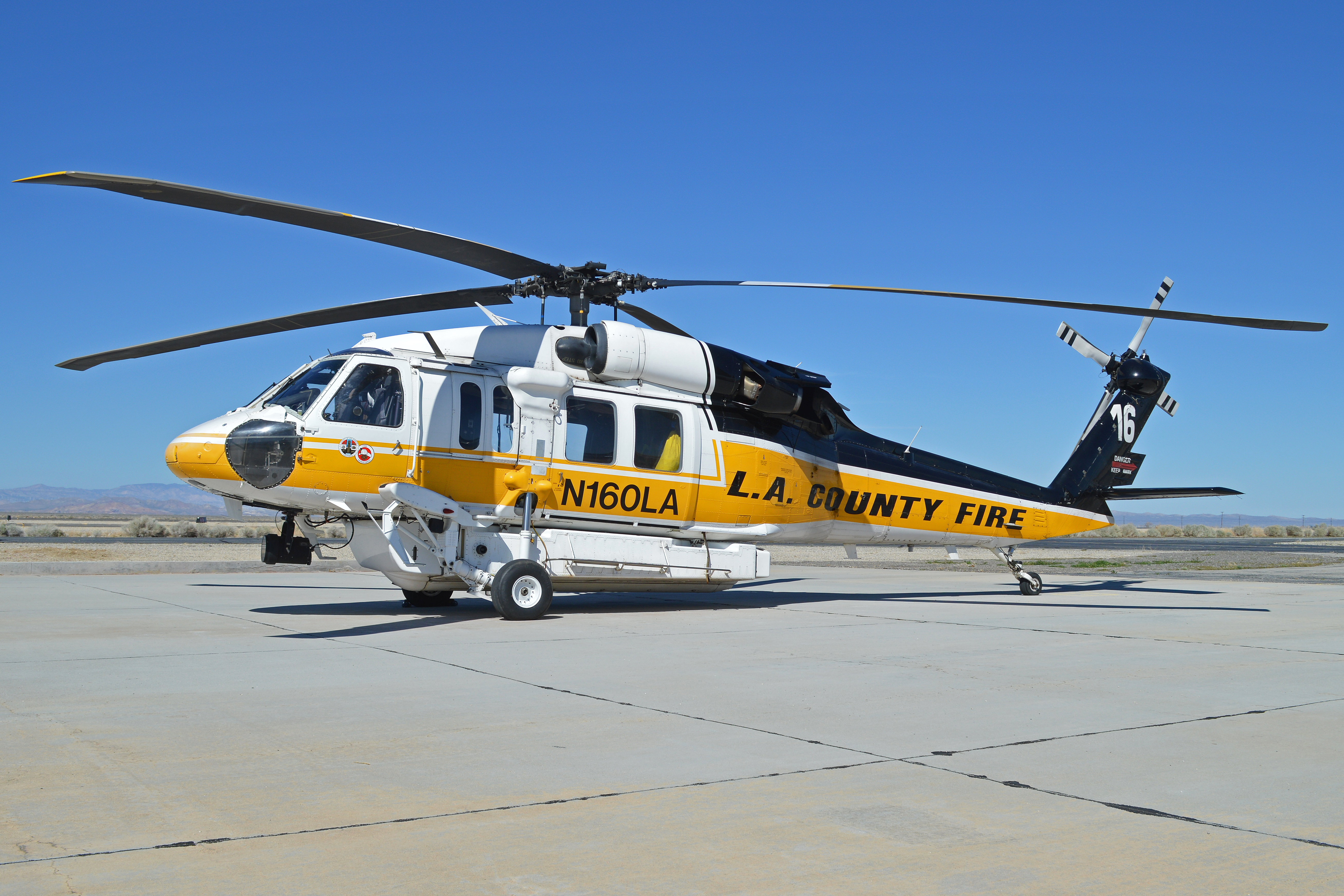
Dans le jeu, l'Annihilator est une reproduction de l'hélicoptère Sikorsky S-70.

Niko devient l'employé du patron d'une petite mafia sans grande réputation, James « Jimmy The Peg » Pegorino, chef des Pegorino, qui lui demande de nombreux services comme tuer Ray Boccino et son garde du corps personnel Anthony Corrado qui l'a trahi. U.L. Paper reprend contact avec Niko et lui annonce qu'ils détiennent un autre de ses anciens membres d'unité, Darko Brević. Sur place, au Francis International Airport de Dukes, Niko a le choix de le tuer ou non ; son choix entraînera une réaction différente sur la mort ou la survie de Darko, mais Niko choisira de tirer un trait sur son passé de combattant dans la guerre. Peu de temps avant le mariage de Roman et Mallorie, Pegorino veut parler à Niko dans un club à Alderney. Pegorino parle alors d'un deal qui pourrait rapporter beaucoup d'argent à toutes les parties prenantes de ce deal, il demande à Niko d'oublier le passé et de travailler avec Dimitri pour livrer l'héroïne à des acheteurs mais Niko se montre assez réticent à la suite de ses problèmes avec Dimitri (la trahison à Broker, le business et l'appartement de Roman brûlés, le chantage à propos de Bernie et de Bryce Dawkins…), Jimmy Pegorino se montre très menaçant et insiste sur la participation de Niko dans ce deal,.
En sortant du club, Niko appellera Roman qui lui conseillera de faire le deal avec Dimitri tout en lui donnant sa localisation, puis Niko appellera Kate qui lui dit de refuser ce travail et qu'il n'a pas besoin de cet argent et de rester fidèle à ses principes.
Niko doit alors faire un choix entre la vengeance et le compromis : faire le deal avec Dimitri ou se venger de lui.
Si Niko choisit de faire le deal, Phil et Niko iront chercher l'argent aux docks de Alderney malgré la trahison de Dimitri envers les acheteurs, ce qui compliquera la tâche pour récupérer l'argent mais ils y arriveront et se quittent en bons termes. Niko sera très riche et en informe Roman qui sera très content, et Pegorino tout en félicitant Niko espère se faire un nom parmi les autres familles avec l'argent du deal ; mais Niko perdra le respect de Kate qui refuse de se rendre au mariage. Au mariage de Roman, un assassin est envoyé par Dimitri pour exécuter Niko mais tue Roman involontairement tandis que Niko essaye de le désarmer et arrive à retourner l'arme pour tuer l'assassin. Rempli de rage à la suite de la mort soudaine de son cousin, Niko décide de traquer Pegorino et Dimitri qui sont devenus partenaires à la suite du deal et ignorant tous les deux que Niko a survécu au mariage de Roman. Après une longue fusillade, il voit Dimitri trahir Pegorino et le tuer pour réclamer les gains du deal à lui tout seul, il poursuivra Dimitri jusqu'à l'Happiness Island et le blessera mortellement après un échange de coups de feu, Niko rappellera alors à Dimitri quelle personne il est et ses différentes trahisons, et ce dernier mourra juste après.
Si Niko choisit la vengeance, Niko prend Dimitri en embuscade dans le Platypus (le bateau avec lequel Niko arrive à Liberty City), il tue tous les gangsters russes et fait face à un Dimitri gravement blessé et lui suppliant de lui faire confiance à nouveau et d'oublier leur rivalité mais Niko ignore les demandes de Dimitri et l'exécute froidement. Roman est déçu que Niko n'ait pas participé au deal mais est au moins reconnaissant sur le fait que Dimitri ne posera plus de problème dans la vie des cousins Bellic, peu de temps après Phil appellera Niko et partagera la même opinion à propos de Dimitri mais avertit aussi que la famille Pegorino n'a plus aucune chance de se faire un nom dans la Commission des vieilles familles, ils se quittent malgré tout en de bons termes. Plus tard, Niko appellera Kate pour lui informer de sa décision et cette dernière décidera d'accompagner Niko. Sur le trajet, Niko parle à Kate d'une éventuelle retraite de la vie criminelle et souhaiterait connaitre davantage Kate. Au mariage de Roman, Pegorino, furieux d'avoir été trahi par Niko, commet une fusillade au volant. Il cible Niko, mais tue Kate involontairement, ce qui mettra en colère Niko. Niko décide de traquer Pegorino désormais détesté par tout Liberty City. Au cours de la fusillade, Pegorino rappelle à Niko que sa participation au deal aurait été bénéfique pour tout le monde mais que son refus et ses conséquences ne sont dues que par Niko lui même, Niko poursuit Pegorino jusqu'à l'Happiness Island et le blessera mortellement, ils auront un bref échange où Niko rappelle à Pegorino l'hostilité des autres familles concernant une place dans la commission, et alors que ce dernier tente de tuer Niko par derrière, Niko en profite pour vite se retourner et exécuter Pegorino d'une balle dans la tête .
Peu de temps après et quelle que soit la fin choisie par le joueur, Niko fera profil bas et cessera toute activité criminelle pour mener une vie normale et enfin vivre le rêve américain.

### Environnement
Les événements de Grand Theft Auto IV prennent place dans la ville fictive de Liberty City, fortement inspirée des quartiers de New York et de l'État du New Jersey. Dans le jeu, Broker est l'équivalent de Brooklyn, Algonquin celui de Manhattan, Dukes du Queens, Bohan du Bronx et Alderney du New Jersey. La superficie totale de la ville est moins importante mais plus détaillée que celle de San Andreas dans Grand Theft Auto: San Andreas, et offre la même lumière solaire visible dans la ville de New York.
Des lieux et monuments célèbres sont reproduits, notamment la statue de la Liberté tenant un gobelet en carton dans la main, renommée en statue de l'Hilarité, ou le Times Square qui, dans Liberty City, est renommé Star Junction. Les édifices les plus représentatifs sont l'Empire State Building, renommé en Rotterdam Tower, le Siège des Nations unies appelé en Civilization Committee, le MetLife Building qui porte le nom de GetaLife Building et le pont de Manhattan baptisé pont d'Algonquin. Central Park apparaît un peu en retrait dans le jeu sous l’appellation Middle Park. Des associations ou organisations sont également représentées comme la Bank of America renommée en Bank of Liberty, Fox News en Weazel News et le FBI parodié sous le nom de FIB. Lors du développement du jeu, l'équipe de Rockstar North décide de ne pas intégrer Staten Island pensant que ce lieu n'intéresserait pas les joueurs.
Contrairement à Grand Theft Auto III, le précédent opus, les personnages non-joueurs, ou piétons, sont gérés par une intelligence artificielle élaborée et améliorée qui leur permet d'utiliser des téléphones portables ou des distributeurs automatiques, de gérer des besoins tels que la nourriture, de lire des journaux ou d'interagir avec leur entourage.

## Système de jeu
Grand Theft Auto IV est un jeu vidéo d'action-aventure incorporant des éléments de conduite et de tir à la troisième personne. Le personnage joueur est capable de marcher, courir, nager, sauter, grimper sur de différents obstacles, d'utiliser une variété d'armes à feu ou armes blanches et de combattre au corps à corps. Il est également capable de voler une variété de véhicules motorisés, puis de les conduire, tels que des voitures, des bateaux, des navires, des hélicoptères ou des motos. En véhicule ou en bateau, le joueur peut se déplacer librement et tirer par armes à feu, voire lancer des grenades ou cocktails molotov, depuis sa place de conducteur. Les hélicoptères Annihilator sont équipés de mitrailleuses automatiques, tandis que les hélicoptères Maverick ne peuvent pas tirer en vol. Uniquement deux types d'hélicoptères sont inclus dans le jeu, car les concepteurs décident d'interdire au personnage l'usage d'avions en raison des attentats du 11 septembre 2001, au grand regret des fans.

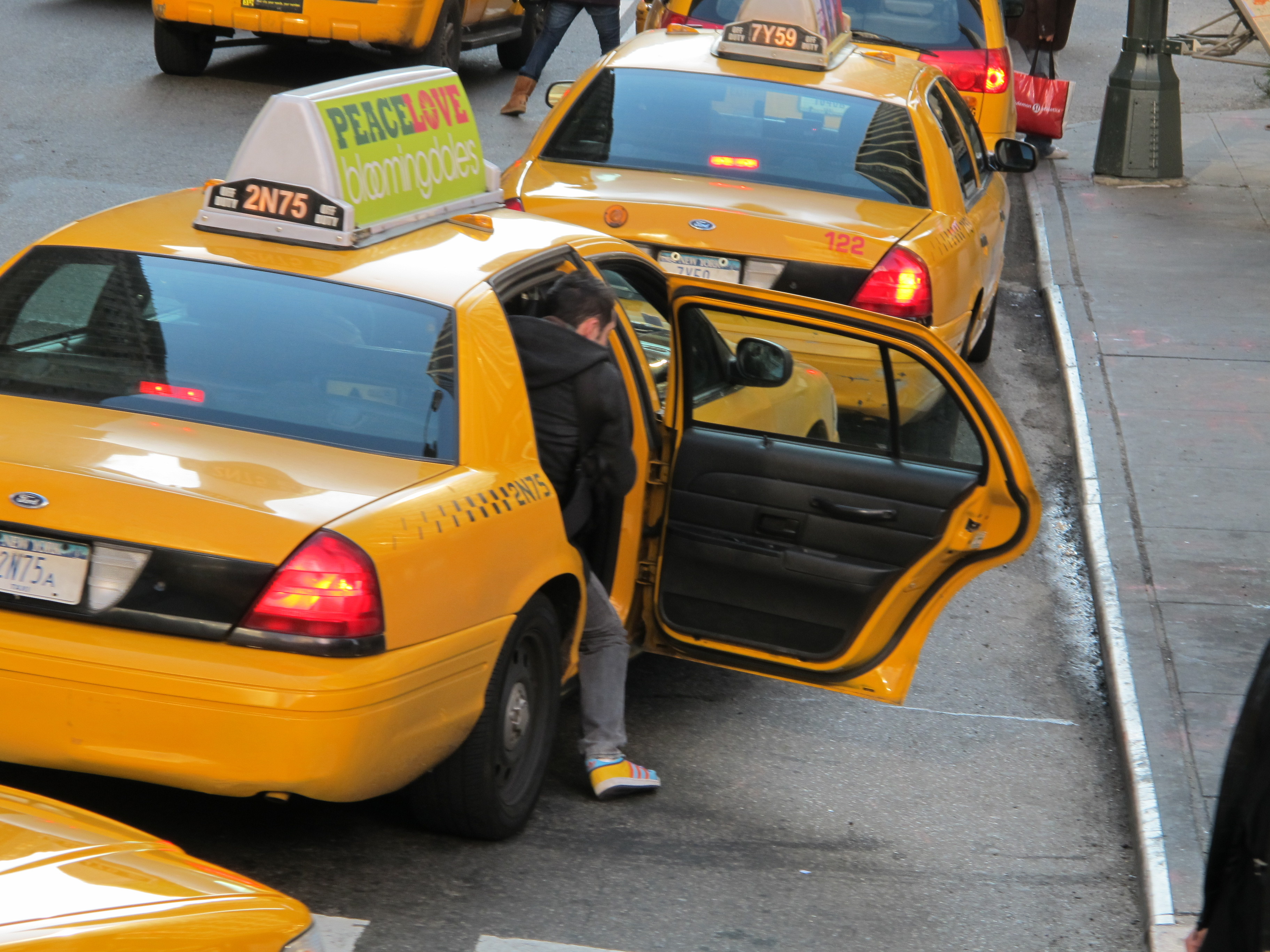
Les taxis de Liberty City peuvent conduire le joueur à différents endroits du jeu. Les taxis du jeu sont similaires à ceux de Manhattan.

Le jeu intègre un système de captures de mouvements incorporés au moteur Euphoria et mêlés à l'intelligence artificielle, à la biomécanique, ainsi qu'aux mouvements physiques des personnages, afin de les rendre plus réalistes dans leurs actions,. L'environnement ouvert et non linéaire permet au joueur une exploration libre de la carte sans aucune contrainte réelle. Cependant, le joueur doit réussir certaines missions du mode solo pour débloquer des parties inaccessibles de la carte et de son contenu. Plusieurs missions peuvent être en cours en même temps et certaines requièrent plusieurs jours d'attente avant d'accéder aux instructions suivantes qui permettent de progresser. D'autres personnages, le plus souvent des alliés, accompagnent ou aident le joueur dans les missions qu'il doit accomplir. Pour la première fois dans la série, le joueur décide de ses propres actions durant lesquelles il doit choisir de pardonner ou tuer un personnage, ce qui affecte parfois les événements scénaristiques ultérieurs.
Lorsqu'il n'est pas en mission, le joueur peut se déplacer dans la ville et ses environs, notamment en taxi. Toutefois, causer des ravages meurtriers ou voler des véhicules peut attirer l'attention non désirée et potentiellement mortelle des forces de police et de quelques piétons hostiles. Le personnage principal peut accéder à un club de striptease et payer des prostituées, soit pour trois différents types de services sexuels, soit pour une danse érotique,. Le joueur peut interagir avec ses contacts et partager des moments avec eux, notamment lors de mini-jeux comme le bowling et le billard. Il peut également accomplir quelques missions annexes facultatives comme trouver et exterminer une centaine de « rats volants » (pigeons), faire des cascades acrobatiques en véhicule, ou trouver des armes cachées dans les recoins du jeu,.

### Combats et ripostes policières

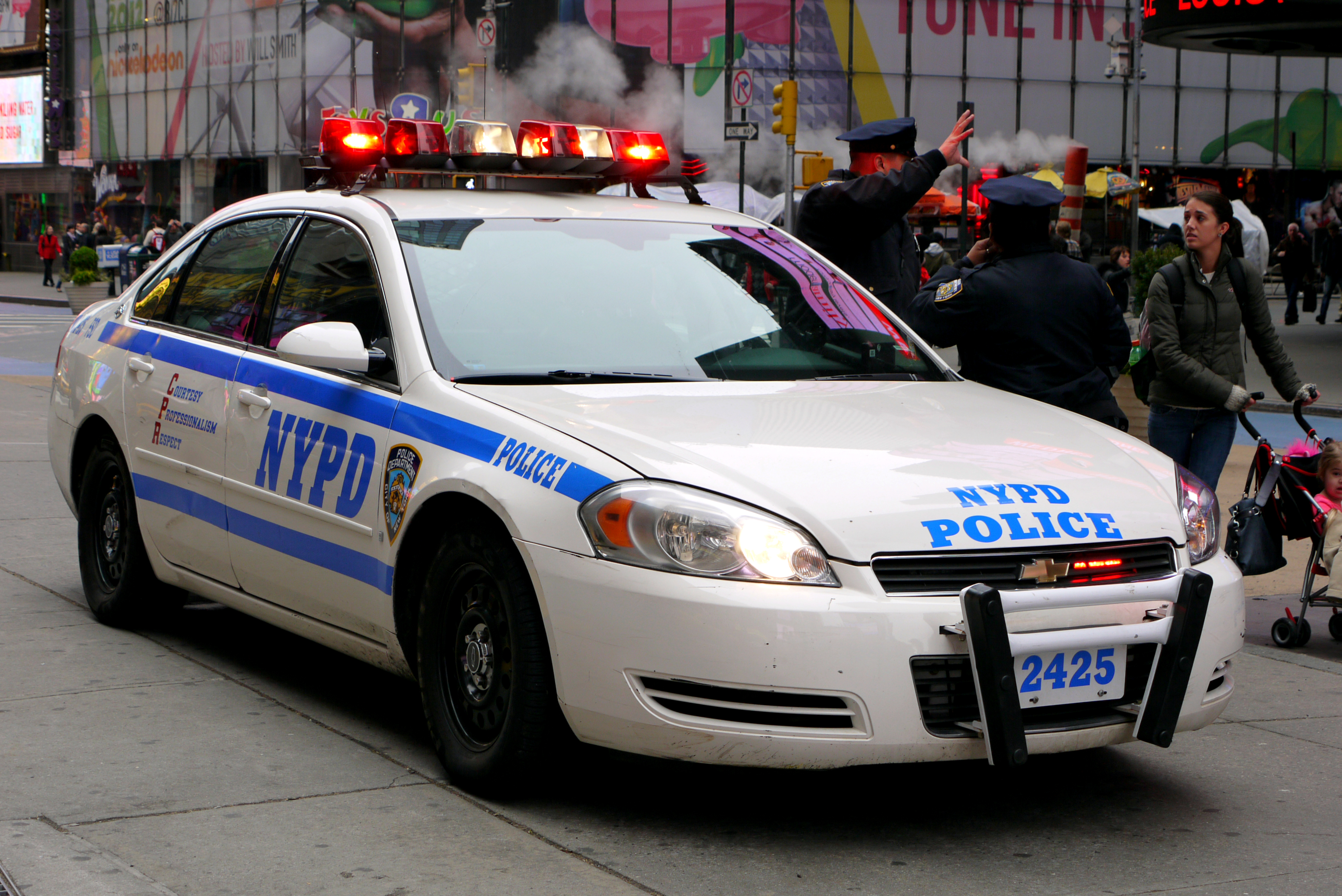
Véhicule du New York City Police Department (NYPD), semblable à celui du Liberty City Police Department (LCPD).

À la différence du précédent volet, le système de tir est adapté en vue objective. Il permet au joueur de tirer à couvert ou à l'aveugle et de cibler un ennemi spécifique ou certaines parties corporelles qui peuvent également et individuellement être visées. La barre de santé du personnage joueur est représentée par un demi-cercle vert, accompagné d'un demi-cercle bleu représentant l'état de la protection pare-balles, autour d'une mini-carte positionnée sur le bas côté gauche de l'écran. La barre de santé des autres personnages est représentée par un petit cercle blanc qui s'affiche lorsqu'ils sont ciblés par arme à feu ou par système de combat rapproché. En combat rapproché, le joueur peut frapper par coups de poing ou coups de pied, désarmer, parer et contre-attaquer un éventuel opposant. Il peut également grimper sur des hauteurs ou sur des échelles, s'accroupir et se mettre à couvert derrière des murs ou objets pour se protéger des tirs ennemis. Hors combats, le joueur peut, si nécessaire, utiliser plusieurs techniques pour rehausser sa barre de santé comme se revigorer en mangeant un hot-dog ou en buvant une canette de soda, utiliser des kits de premier secours, faire appel aux services des prostituées, ou appeler une ambulance à l'aide du téléphone portable,.
En dehors des attaques par arme à feu ou affrontements au corps à corps, la barre de santé peut diminuer lors de chutes ou collisions en véhicules ou depuis une hauteur, lorsqu'une explosion est essuyée de trop près, ou lorsque le joueur est frappé ou poignardé,. Une fois la barre de vie totalement vide, le joueur meurt et réapparaît automatiquement devant l'entrée de l'hôpital le plus proche, moyennant contribution pour les soins hospitaliers ; les armes réapparaissent sur lui lorsqu'il est devant l'hôpital, mais sont confisquées lorsqu'il est appréhendé par les forces de l'ordre et qu'il réapparaît devant le commissariat de proximité.

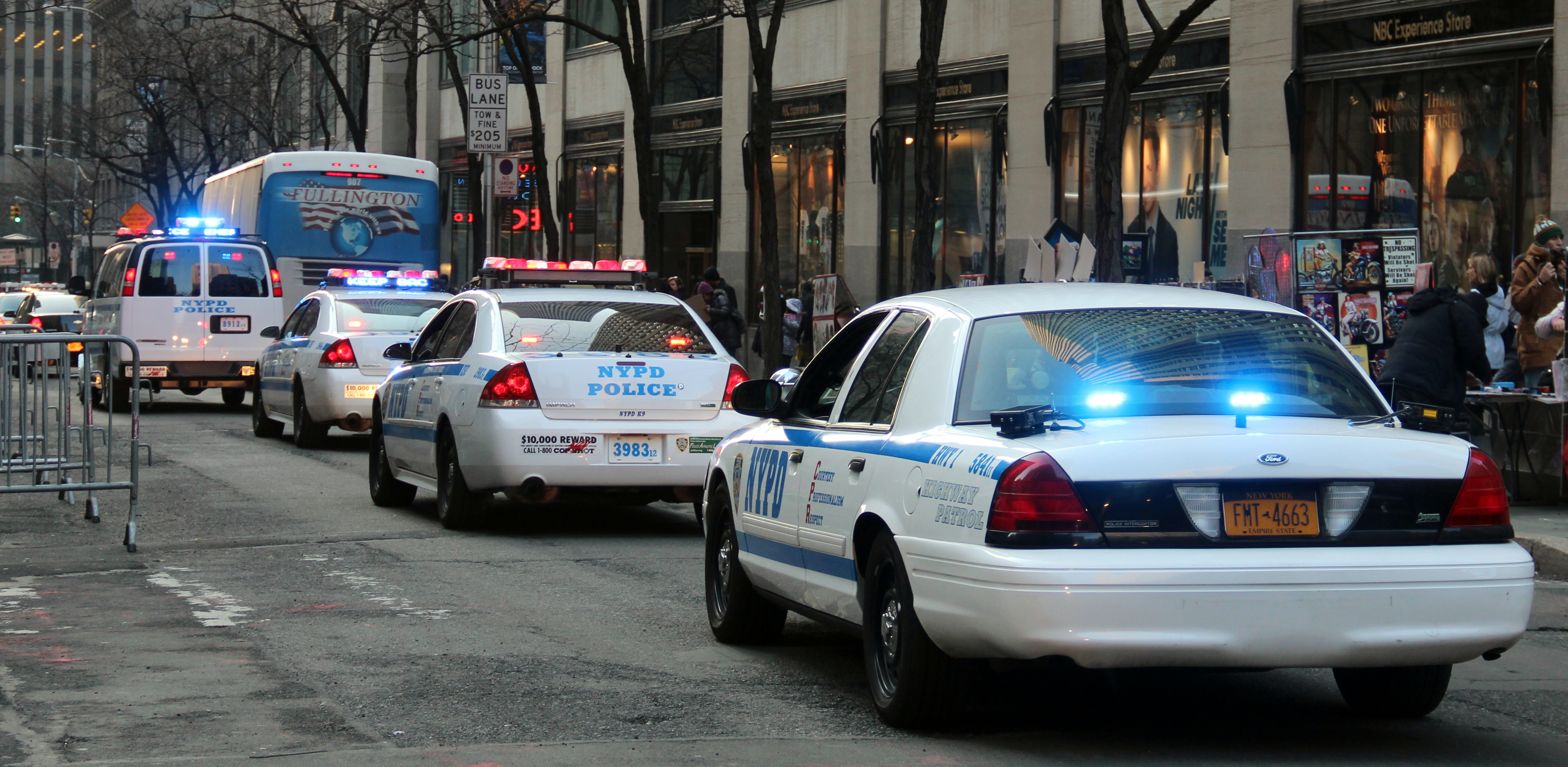
Lorsqu'il est en cavale et lorsque le niveau de recherche est élevé, le joueur peut rencontrer et percuter des véhicules appartenant aux forces de police de Liberty City lui barrant le chemin.

Le niveau de recherche indique l'importance du délit de fuite par la police locale (LCPD). Lorsqu'un délit est commis, le joueur est repéré et recherché dans la zone clignotante indiquée sur la mini-carte. Le joueur peut choisir de se rendre sans résistance, de fuir, ou d'attaquer les autorités. Plus le joueur tente de résister à son arrestation, plus le niveau augmente et plus la zone de recherche s'élargit, faisant apparaître une force de police plus nombreuse, armée et agressive. Le niveau de recherche peut disparaître lorsque le joueur amène son véhicule dans un garage Pay 'N' Spray, ou en changeant de véhicule lors de la fuite sans être repéré. Cependant, le niveau peut augmenter de façon considérable lorsque le joueur est sur le point d'être arrêté et qu'il fuit au dernier moment,,. Les piétons, de leur côté, ont la possibilité d'appeler les autorités lorsqu'ils assistent à une scène de crime,. Une patrouille de police est envoyée uniquement lors d'un conflit entre citoyens ou lors d'une agression. Les crimes les plus graves sont traités par une organisation anti-terroriste connue sous le nom de N.O.O.S.E. (National Office Of Security Enforcement), qui fait usage d'armes avancées, d'hélicoptères et de fourgons blindés.
Le joueur peut utiliser un total de quinze armes à feu et armes blanches, dont les catégories varient entre faibles et améliorées. Il dispose donc de couteaux et battes de baseball, de pistolets (Glock 17 et Desert Eagle), de pistolets-mitrailleurs (Uzi et MP5), de fusils à pompe (Mossberg 500 et Winchester 1300 avec canon raccourci et poignée), de fusils d'assaut (Colt M4A1 et AK-47), de fusils à lunette (M40 et PSG1), de grenades à main et de cocktails molotov,, et de lance-roquettes (RPG-7).

### Communications
Le joueur peut faire usage du téléphone portable pour effectuer plusieurs actions. Il possède un rôle fondamental dans la progression scénaristique. Grâce au menu, le joueur peut accéder aux services de messagerie et d'annotations, organiser des activités entre amis et rejouer les missions échouées. Il peut prendre des photos et le connecter dans un véhicule de police pour repérer des criminels pendant certaines missions. Il peut également appeler la police, les ambulanciers ou les pompiers en composant le 911 ; les ambulanciers peuvent soigner le joueur moyennant rétribution financière. Le téléphone portable permet également d'accéder au mode multijoueur sur consoles.
Le jeu dispose de son propre réseau Internet qui compte une centaine de sites web exclusifs. Le joueur peut s'y connecter en utilisant l'un des ordinateurs mis à disposition dans les cybercafés nommés tw@ situés à plusieurs endroits de la ville, ou dans certaines planques,. Il peut envoyer et recevoir des messages électroniques contenant notamment des publicités de sites web de rencontres. Dans la série, les cybercafés sont pour la première fois intégrés dans le jeu Grand Theft Auto III, mais ce n'est qu'à partir de Grand Theft Auto IV que le joueur peut accéder à Internet. Dans une voiture de police, Niko peut utiliser l'ordinateur de bord pour accéder à la base de données des criminels les plus recherchés de Liberty City, trouver leurs informations personnelles et remplir des missions secondaires d'auto-défense,. Dans sa planque, le joueur peut regarder deux chaînes de télévision diffusant quelques émissions et un documentaire sur l'histoire de Liberty City.

### Multijoueur
Le mode multijoueur en ligne de Grand Theft Auto IV propose quatorze jeux auxquels le joueur peut accéder depuis son téléphone portable,. Une partie multijoueur peut accueillir jusqu'à seize joueurs pour la version console et jusqu'à 32 joueurs pour la version PC,. Il permet une exploration intégrale et sans contrainte de la ville. Lors de la création d'une partie, les joueurs peuvent régler un certain nombre de paramètres comme l'importance de la présence policière, le niveau du trafic, la visibilité des autres joueurs et les types d'armes utilisés. Contrairement aux versions consoles, la version PC permet également de jouer en réseau local. Les joueurs utilisent des personnages modifiables et l'argent obtenu à la fin des matchs permet de débloquer progressivement de nouveaux habits en fonction du rang atteint.
Différents modes de jeu en ligne sont disponibles et permettent notamment de jouer des matchs avec et sans classements. L'argent récolté sert de récompense dans les matchs avec classements et améliore le rang des joueurs, qui s'étale sur une fourchette de zéro à dix,. Outre le traditionnel match à mort, le jeu propose plusieurs modes de jeu en équipes dont le match à mort en équipe, le mode « mission mafia » dans lequel les équipes s'affrontent en suivant les directives d'un contrat passé avec la mafia, le mode « Car Jack City » dans lequel les équipes s'affrontent pour voler des voitures et gagner de l'argent en les gardant intactes, le mode « gendarmes et voleurs » dans lequel une équipe de gendarmes doit appréhender une équipe de voleurs, et la « guerre de territoires » où deux équipes s’affrontent pour le contrôle de zones prédéfinies,,. Le jeu contient également une variété de modes coopératifs tels que les courses automobiles dont une variation donne aux joueurs la possibilité d'utiliser des armes à feu. Il contient également le mode « assaut du N.O.O.S.E. », qui propose aux joueurs d'escorter un individu sain-et-sauf depuis l'aéroport, le mode « casseur de trafic » dans lequel les joueurs doivent tuer les ennemis qui ont pris possession d'un immeuble en construction, et le mode « boom la base » qui consiste à récupérer une charge d'explosifs cachée dans une fourgonnette blindée protégée par des ennemis, puis à la déposer sur un cargo pour la faire exploser,. La version multijoueur est supprimée de la version PC du jeu en 2020 du fait de l'arrêt de la prise en charge de Games for Windows par Microsoft sur le jeu.

## Bande son
Comme pour les précédents volets de la série, Grand Theft Auto IV possède une bande-son intégrant 19 stations de radio différentes, qui peuvent être écoutées depuis les véhicules ou entendues dans des salles spécifiques comme des restaurants. Le jeu contient des centaines de chansons issues de groupes comme Black Sabbath, Electric Light Orchestra, Genesis, Justice, Mobb Deep, Queen, The Smashing Pumpkins, Simian Mobile Disco, The Who et ZZ Top et de chanteurs comme David Bowie, Miles Davis, Peter Gabriel, Philip Glass, Jean-Michel Jarre, Elton John, Thin Lizzy, Bob Marley, Don Omar, Kanye West, R. Kelly, Lloyd, MC Lyte, Nas et Barry White. Le système de diffusion musicale est similaire à celui de Grand Theft Auto: San Andreas. Sur les chaînes de radio, plusieurs célébrités très connues en Amérique du Nord font leur retour, comme Iggy Pop, Femi Kuti, Jimmy Gestapo, Ruslana Lijitchko, et l'invité radio Lazlow Jones. Des vedettes de Saturday Night Live comme Bill Hader et Jason Sudeikis interviennent sur des radios libérales ou conservatrices. Fred Armisen joue avec plusieurs invités de la radio fictive Integrity 2.0 de Lazlow Jones. Karl Lagerfeld devient l'animateur de la station de radio K109 The Studio sous le nom de DJ Karl. Les comédiens Katt Williams et Ricky Gervais, eux, possèdent leur propre comedy club dans lequel ils effectuent plusieurs spectacles diffusés à la télévision et à la radio,.
Le thème principal du jeu, intitulé Soviet Connection et joué dans la cinématique d'ouverture, est composé par Michael Hunter,. Les chansons, publicités et talk-shows sont diffusés aléatoirement et des événements du scénario peuvent parfois être entendus à la radio. Certaines chansons sont d'ailleurs modifiées afin d'y incorporer des références à Liberty City. Lorsque le joueur entend une chanson qui l'intéresse, il peut appeler depuis son téléphone portable un numéro spécial, ZIT-555-0100, qui lui indique le titre et le nom de l'auteur,. Les styles musicaux sont variés et incluent notamment hip-hop, reggae, jazz, rock, musique électronique et dance,. En dehors du jeu, le joueur peut s'inscrire sur le site web officiel de Rockstar Games Social Club et recevoir des courriels qui permettent d'acheter la musique sur Amazon. Grâce à un partenariat entre Rockstar Games et Amazon, le joueur peut acheter des sonneries mobiles téléphone portable tirées du jeu.

## Développement

### Versions consoles

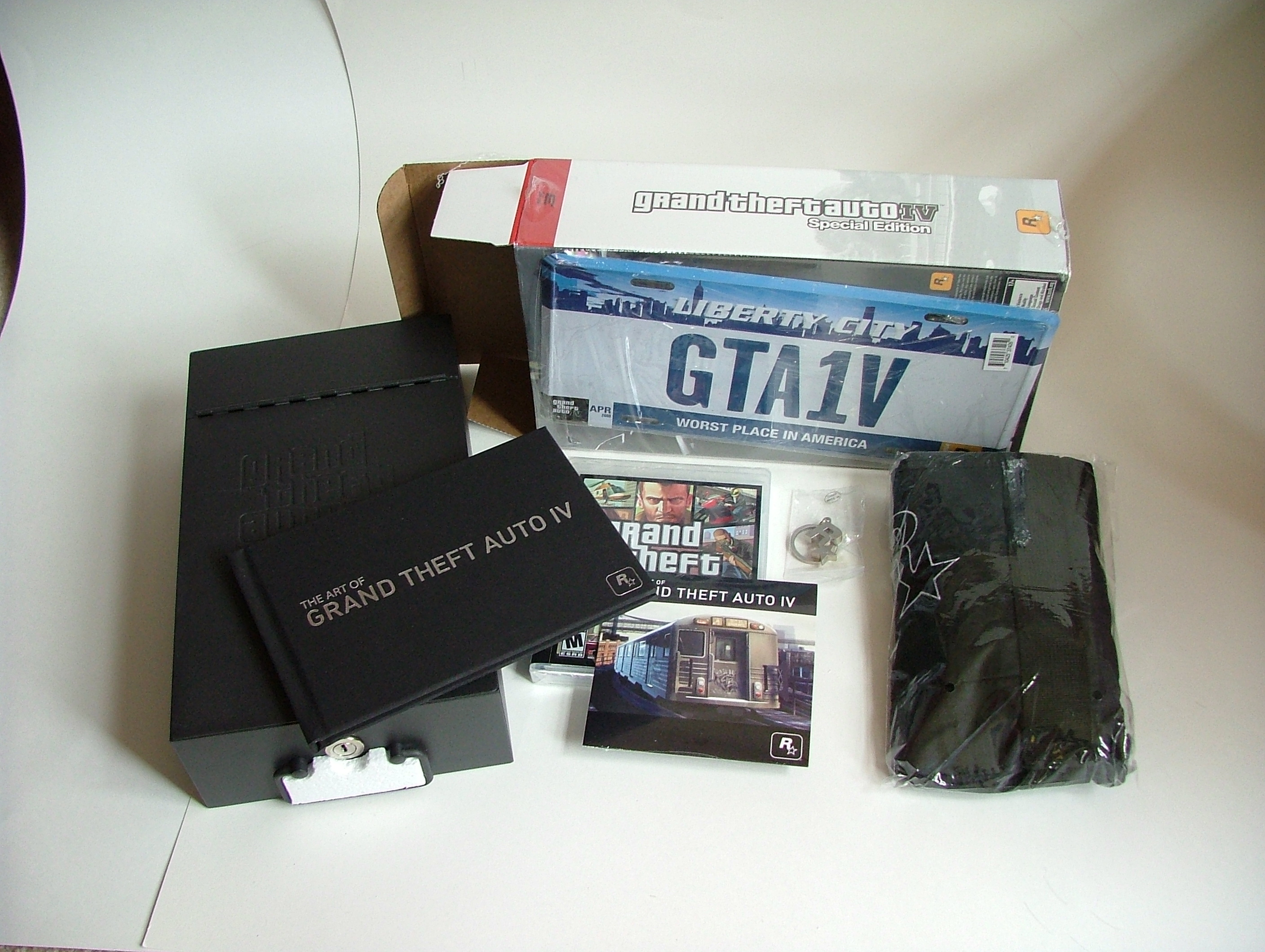
Contenu de l'édition spéciale de Grand Theft Auto IV : boîte de verrouillage, livre d'art, bande originale, jeu vidéo, sac de voyage et plaque d'immatriculation.

Le développement de Grand Theft Auto IV commence en novembre 2004, presque immédiatement après la sortie de Grand Theft Auto: San Andreas. Durant cette période, 150 personnes, dont une grande partie a participé à Grand Theft Auto III, sont affectées au développement,. Le jeu utilise le moteur RAGE, développé en interne par Rockstar et auparavant utilisé pour Table Tennis et Euphoria. À la place d'animations pré-programmées, le moteur Euphoria utilise l'animation procédurale pour contrôler la manière dont le personnage joueur se meut dans l'environnement, permettant ainsi des mouvements physiques beaucoup plus réalistes. Euphoria permet également aux personnages non-joueurs de réagir d'une manière plus réaliste aux actions du joueur. Lors d'une démonstration effectuée au début de 2008, un joueur s'est permis de frapper un personnage non-joueur près d'une fenêtre et ce dernier s'est agrippé sur le rebord pour ne pas tomber. Ce moteur est favorablement accueilli par la presse spécialisée lors de la première démonstration. Le jeu utilise également un intergiciel de la société Image Metrics facilitant les expressions faciales et le processus d'incorporation de la synchronisation labiale, ainsi qu'un feuillage effectué par SpeedTree.
Grand Theft Auto IV est le premier volet de la série à offrir un style plus riche, plus réaliste et graphiquement plus détaillé, en partie grâce à la transition du développement vers des consoles en haute définition et leur capacité améliorée. Le cofondateur de Rockstar, Dan Houser, explique que « Grand Theft Auto IV représente l'idée de ce qu'est actuellement la haute définition. Pas seulement au niveau graphique, mais aussi concernant tous les détails de la conception ». Le directeur artistique, Aaron Garbut, explique les raisons pour lesquelles les événements du jeu se déroulent à New York : « Nous savons tous à quel point c'est une ville magnifique, vibrante, diversifiée et riche dans le domaine du cinéma ». Houser ajoute qu'en travaillant sur la haute définition : « on devait faire des recherches plus approfondies, et il fallait bien un endroit où on pouvait se poser ». Les développeurs ont consciencieusement évité de recréer point par point la ville de New York, car ce qu'ils souhaitaient faire, « c'était créer un environnement à la fois réaliste et attirant en matière de perspective et de design ». La nouvelle version de Liberty City représentée dans Grand Theft Auto IV est plus vaste que les villes des précédents volets. Si sa superficie est moins importante que celle de San Andreas, Liberty City compense avec « sa verticalité, son nombre de bâtiments dans lesquels on peut entrer, et par les nombreux détails qui y sont ajoutés ». Pour l'équipe de développement, Liberty City ne devait contenir aucun espace vide ou inutilisé, comme c'était le cas pour le désert à ciel ouvert de San Andreas. Pour créer un environnement plus réaliste, l'équipe de Rockstar North, localisée à Édimbourg en Écosse, effectue deux voyages à New York dans le cadre de recherches plus approfondies, le premier voyage ayant pour but de lancer le projet et le dernier de poursuivre le développement. En parallèle, une équipe d'investigation à plein temps collecte sur place des informations plus précises sur les minorités ethniques et le niveau du trafic routier. Le scénario du jeu est rédigé par Houser et Rupert Humphries.
Grand Theft Auto IV ne s'inspire pas du cinéma, contrairement aux précédents volets. Le superviseur musical, Ivan Pavlovich, affirme que l'équipe « a choisi les chansons qui représentent la ville contemporaine de New York », tout en s'assurant « qu'elles ne soient pas datées lors de la sortie du jeu ». Pour ce faire, les développeurs ont contacté plus de 2 000 personnes pour racheter les droits d'auteurs et de publication des chansons. Ils ont également fait appel à des détectives privés pour localiser les proches de Sean Delaney, membre des Skatt Bros., afin d'obtenir les droits de la chanson du groupe, intitulée Walk the Night. Selon le magazine Billboard, Rockstar a déboursé plus de 5 000 dollars par composition et 5 000 dollars supplémentaires par enregistrement. Deux nouvelles idées, une option d'achat pour les chansons jouées pendant les parties et l'ajout d'un lecteur MP3 utilisé par Niko, ont été rejetées. DJ Green Lantern, de son côté, a composé des chansons exclusivement pour la radio hip-hop du jeu, The Beat 102.7.
Le vice-président de la division Interactive Entertainment Business de Microsoft, Peter Moore, montre au public de l'E3 2006 un tatouage de Grand Theft Auto IV qu'il s'était fait faire et annonce le portage du jeu sur console Xbox 360. Rockstar Games annonce une toute première date de sortie pour le 16 octobre 2007 ; cependant, l'analyste américain Michael Pachter de Wedbush Morgan, propose à Take-Two de choisir une autre date afin d'améliorer ses résultats financiers pour 2008 et éviter toute compétitivité avec d'autres jeux vidéo particulièrement attendus comme Halo 3,. Le 2 août 2007, Take-Two annonce le report de Grand Theft Auto IV pour l'année suivante, au second trimestre fiscal de la société entre février et avril 2008,. Lors d'une visioconférence avec des investisseurs, Strauss Zelnick de Take-Two attribue le retard à des « difficultés ou défis presque strictement techniques ». Ces difficultés techniques liées à la version PlayStation 3 et des problèmes de stockage sur la version Xbox 360 contribuent au report de la sortie du jeu.
Le 24 janvier 2008, Take-Two annonce la sortie de Grand Theft Auto IV pour le 28 avril 2008. La date de sortie en approche, Rockstar Games et Take-Two se lancent dans une énorme campagne publicitaire, notamment à la télévision et sur Internet,. Une édition spéciale du jeu est d'ailleurs publiée sur consoles. Grand Theft Auto IV est finalement publié sur PlayStation 3 et Xbox 360 en Amérique du Nord, en Europe et en Océanie le 29 avril 2008, puis au Japon le 30 octobre 2008. Dans son ensemble, le jeu a fait participer un millier de développeurs, a été achevé en plus de trois ans et demi et a mobilisé un budget de 100 millions de dollars, faisant de lui le jeu vidéo le plus cher jamais développé.

### Version Windows
Le 6 août 2008, la société Rockstar annonce le développement d'une version adaptée sur Microsoft Windows, éditée par Rockstar North et Rockstar Toronto. Cette version est initialement annoncée pour le 18 novembre 2008 en Amérique du Nord et pour le 21 novembre 2008 en Europe, puis plus tard reportée respectivement aux 2 et 3 décembre 2008,. Disposant de fonctionnalités plus variées que les versions consoles, ce portage permet au joueur de contrôler la densité du trafic et la configuration à distance et comprend un système de montage vidéo. Le montage vidéo permet au joueur d'éditer et d'enregistrer des parties de jeu qu'il peut ensuite poster au Rockstar Games Social Club. Le jeu sur Internet est possible par le biais de Games for Windows – Live et un mode multijoueur en-ligne acceptant jusqu'à 32 joueurs,. Un code d'activation est nécessaire pour jouer en-ligne.
La version Windows est positivement accueillie pour ses graphismes offrant une meilleure définition que ceux des versions consoles. Cependant, il semble que certains joueurs ont fait face à des complications à cause d'une incompatibilité liée à la technologie ATI Radeon, des problèmes de prise en charge du SLI, des problèmes liés au DRM et d'autres problèmes insolubles comme les mises à jour Windows XP Service Pack 3 et Windows Vista Service Pack 1. Le jeu ne pouvait également pas être installé sur les ordinateurs ne disposant pas du Vista SP1,.
La version PC du jeu est réputée auprès des joueurs confirmés pour sa capacité à être modifiée. Parmi ces modifications, des graphismes améliorés ou notamment de nouveaux véhicules, de nouveaux personnages ou de nouvelles armes peuvent être ajoutés. Certaines équipes spécialisées dans le modding tentent même de convertir d'autres jeux vidéo en une version similaire à celle de Grand Theft Auto IV, comme Vice City, San Andreas,, Grand Theft Auto V et Watch Dogs.

### Contenus épisodiques

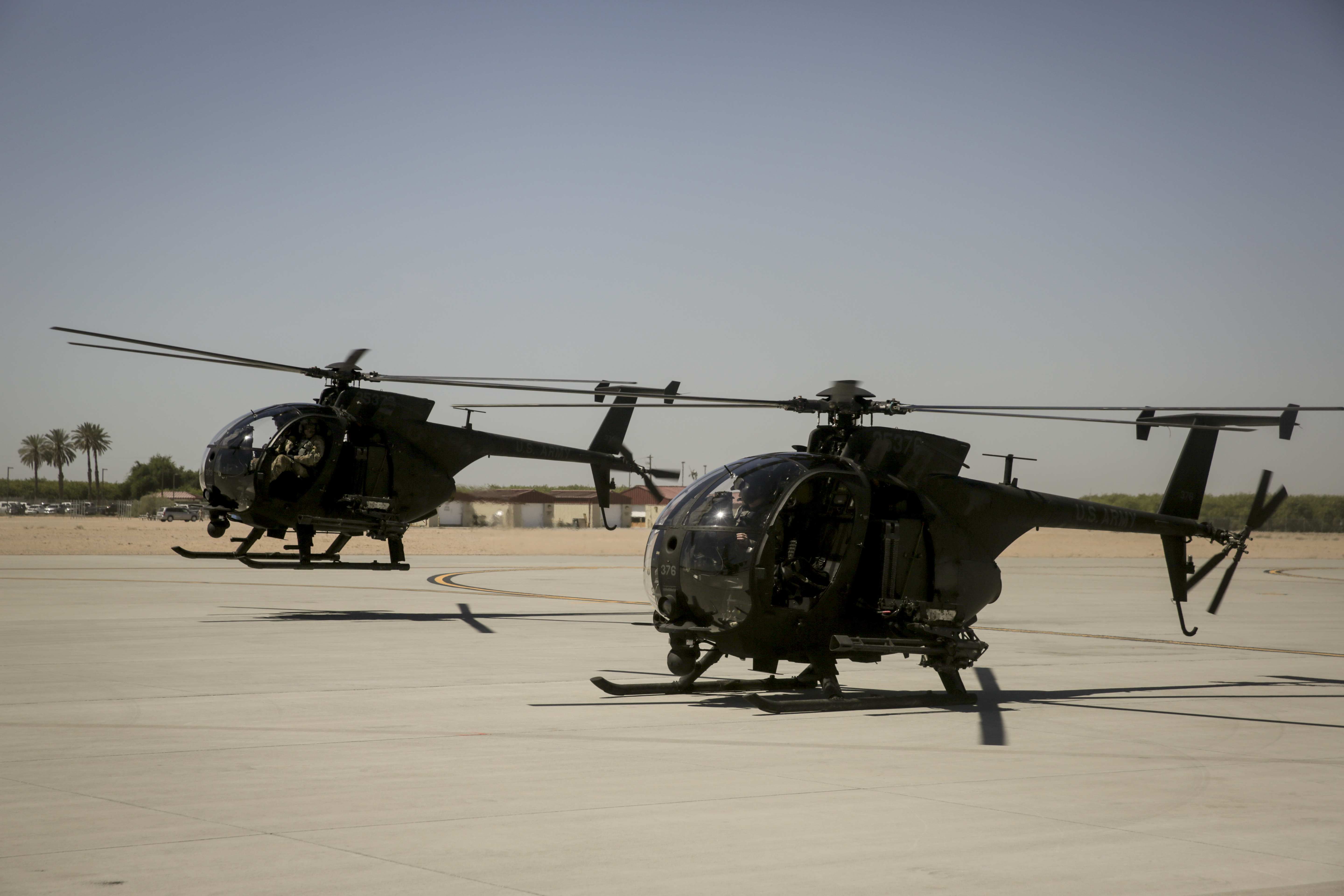
Dans The Ballad of Gay Tony, le protagoniste Luis Fernando López est chargé de récupérer le prototype d'un mini-hélicoptère d'attaque nommé Buzzard pour Yusuf.

Deux contenus épisodiques sont publiés en complément de Grand Theft Auto IV. Ils sont initialement publiés sur Xbox Live en téléchargement payant et ne requièrent pas le jeu original pour y jouer. Jerónimo Barrera, vice-président de la production à Rockstar Games, explique que ces épisodes n'étaient, en réalité, que des essais car l'entreprise estimait que le nombre de joueurs ne serait pas aussi important qu'elle l'aurait espéré.
Le premier contenu épisodique, intitulé The Lost and Damned, est centré sur les missions de Jonathan « Johnny » Klebitz, membre et chef d'un groupe de motards localisé à Liberty City, nommé The Lost, qui se déroulent en parallèle des missions de Niko Bellic dans Grand Theft Auto IV,,. Dan Houser, vice-président de la direction artistique à Rockstar Games, affirme que l'épisode montre « une autre facette de Liberty City ». Le directeur financier de Take-Two Interactive, Lainie Goldstein, révèle un coût total de 50 millions de dollars pour le développement de la version Microsoft Windows. Le contenu est initialement annoncé à l'E3 du 6 mai 2006. Peter Moore, président de la division Interactive Entertainment Business de Microsoft à cette période, décrit cet épisode comme « un contenu épisodique magnifique, qui ne présente pas uniquement qu'un personnage ou une voiture supplémentaire ». Durant la conférence, un communiqué de presse affirme que ce nouveau contenu ajouterait plusieurs heures de jeu. Le 20 février 2008, la société Rockstar annonce la date initiale de sortie pour août la même année. Dans le cadre du second trimestre fiscal, Take Two reporte la sortie de novembre 2008 à janvier 2009. The Lost and Damned est finalement publié le 17 février 2009, au prix initial de 1 600 Microsoft Points, soit 20 euros
Le second contenu épisodique, intitulé The Ballad of Gay Tony, est publié le 29 octobre 2009,. Cet épisode est centré sur les missions de Luis Fernando López, un ancien membre du cartel de la drogue dominicain, endossant le rôle de garde du corps personnel d'un entrepreneur homosexuel, Anthony « Gay Tony » Prince, propriétaire endetté de deux boites de nuit,.

## Rééditions
Deux rééditions regroupant Grand Theft Auto IV et les deux contenus épisodiques sont publiées. La première réédition, Grand Theft Auto IV : The Complete Edition, est publiée en ligne. La deuxième réédition, Grand Theft Auto IV : Episodes from Liberty City, est publiée en octobre 2009 sur console Xbox 360 ; en janvier 2010, Rockstar annonce sa disponibilité sur PlayStation 3 et Microsoft Windows le 13 avril 2010 en Amérique du Nord et le 16 avril 2010 en Europe,.
En 2020, Rockstar annonce la sortie de Grand Theft Auto IV: The Complete Edition sur le Rockstar Games Launcher pour le 19 mars 2020.

## Accueil

### Versions consoles
| Média              | XB 360          | PS3             | PC              |
| Notes par média    | Notes par média | Notes par média | Notes par média |
| ------------------ | --------------- | --------------- | --------------- |
| 1UP.com            | A+              | A+              | B               |
| CVG                | —               | —               | 9,4⁄10          |
| Edge               | 10⁄10           | 10⁄10           | —               |
| Eurogamer          | 10⁄10           | 10⁄10           | 9⁄10            |
| Famitsu            | 39⁄40           | 39⁄40           | 39⁄40           |
| Gamekult           | 9⁄10            | 9⁄10            | 8⁄10            |
| GameSpot           | 10⁄10           | 10⁄10           | 9⁄10            |
| GamesRadar+        | [ 152 ]         | [ 152 ]         | —               |
| GameSpy            | —               | —               | [ 153 ]         |
| GameZone           | 10⁄10,          | 10⁄10,          | 10⁄10,          |
| IGN                | 10⁄10           | 10⁄10           | 9,2⁄10,         |
| Jeuxvideo.com      | 18⁄20,          | 18⁄20,          | 18⁄20,          |
| OPM                | —               | 10⁄10           | —               |
| OXM                | 10⁄10           | —               | —               |
| VideoGamer         | 10⁄10           | 10⁄10           | 10⁄10           |
| Moyennes générales |                 |                 |                 |
| GameRankings       | 96,28 %         | 97,29 %         | 88,37 %         |
| Metacritic         | 98 %            | 98 %            | 90 %            |

À sa sortie, Grand Theft Auto IV est encensé par la presse spécialisée. Sur Metacritic, le jeu totalise ainsi une moyenne générale de 98 %, qui correspond à un « succès universel », aux versions PlayStation 3 et Xbox 360 du jeu,, ce qui en fait le second jeu le mieux noté après The Legend of Zelda: Ocarina of Time et à égalité avec des titres comme Tony Hawk's Pro Skater 2 et SoulCalibur. Il est également l'un des jeux les mieux notés sur l'agrégateur GameRankings où il n'est précédé que par trois autres jeux sur consoles : Super Mario Galaxy, Super Mario Galaxy 2 et The Legend of Zelda: Ocarina of Time. La presse spécialisée salue notamment son scénario,,,, son monde ouvert,, et son système de combat,,,. Pour Hilary Goldstein du site web IGN, il « marque un nouveau tournant dans les jeux en monde ouvert » et Andrew Reiner de Game Informer explique qu'il « change complètement le paysage vidéoludique »,. De son côté, Rivaol, du site web français Jeuxvideo.com le considère comme le « meilleur opus de la série »,.
L'ensemble de la presse spécialisée loue la liberté de mouvements que le monde ouvert offre au joueur. Jon Hicks du magazine Official Xbox Magazine (OXM) se dit fasciné par l'environnement et l'intelligence artificielle. Robinson de Computer and Video Games considère l'environnement à peine croyable et « sans aucun doute inégalé ». Goldstein d'IGN explique que New York, qui a inspiré la ville de Liberty City, n'« arrive pas à la cheville » de ce dernier. Pour lui, « la ville possède son propre univers et à juste titre ». Crispin Boyer du site web 1UP.com apprécie particulièrement « les panoramas à couper le souffle, les paysages incroyablement variés et l'environnement plein de vie ». À l'inverse, Jesse Costantino de GameRevolution regrette que certains éléments habituels dans les jeux vidéo en monde ouvert soient absents.
Le scénario du jeu est également plébiscité. Goldstein d'IGN félicite les événements sombres de l'histoire, qui rompent la monotonie. Hicks du magazine Official Xbox Magazine est agréablement surpris par la profondeur du scénario. Reiner de Game Informer explique que la liberté de mouvements lui a permis d'apprécier le scénario. Le choix moral auquel est constamment confronté le joueur durant le jeu, est également bien accueilli. Selon Boyer de 1UP.com, les différences dans le déroulement du jeu amenées par les choix moraux laissent entrevoir une perspective de rejouabilité. Tom Bramwell d'Eurogamer considère les choix moraux comme une belle alternative aux « boss avec de grosses barres de santé ». Les personnages du jeu — en particulier Niko — sont positivement accueillis. Hicks du magazine Official Xbox Magazine et Andy Robinson de Computer and Video Games apprécient le charisme et la personnalité de Niko, qu'ils préfèrent aux précédents protagonistes de la série,. George Walter de GamesRadar+ apprécie la profondeur du personnage et Goldstein d'IGN remarque que le joueur peut décider de certaines choses, notamment épargner des vies, mais cela n'influe pas vraiment sur le scénario. Cependant, il s'étonne des réactions émotionnelles que peuvent provoquer certaines décisions difficiles à prendre auxquelles est confronté Niko,.
La plupart des critiques trouvent le système de combat plus efficace que les précédents volets de la série, en particulier grâce au système de protection,,. Justin Calvert de GameSpot explique que ce système améliore significativement les combats. Reiner de Game Informer est du même avis, arguant que le système de ciblage ajoute de l'importance dans la mort des personnages. Goldstein d'IGN applaudit la fluidité du système de protection et explique que le mécanisme d'auto-défense est d'une « précieuse aide lors de grands conflits ». Walter de GamesRadar+ juge que le système de protection est « précurseur d'un nouveau genre de mission ». Hicks du magazine Official Xbox Magazine explique que ce système permet au joueur de se projeter dans un plan d'attaque. Hormis le système de combat, les critiques applaudissent la prise en main des véhicules plus réaliste que celle des précédents volets,,. Robinson de Computer and Video Games prône le réalisme de cette prise en main et Hicks du magazine Official Xbox Magazine félicite la diversité des véhicules. Costantino de Game Revolution apprécie l'amélioration des mécanismes du jeu, en particulier le moteur physique des véhicules et des animations.
Concernant la bande son, Goldstein d'IGN félicite la prestation des acteurs de la version anglophone et l'usage de chansons non-libres de droits. Calvert de GameSpot et Walter de GamesRadar+ commentent également l'usage de ces chansons, le dernier appréciant l'humour des débats radio,. Carolyn Gudmundson de GamesRadar+ applaudit aussi la bande son du jeu, expliquant qu'elle colle très bien aux événements du jeu.
Le mode multijoueur en-ligne est également apprécié,. Reiner de Game Informer apprécie la possibilité de modifier les personnages, et note une « légère amélioration » par rapport au mode solo. Boyer de 1UP.com évoque « l'excellence » des modes de jeu en multijoueur, Goldstein d'IGN le considère comme « tout simplement le meilleur » et Hicks du magazine Official Xbox Magazine le juge « très divertissant »,.

### Version Windows
Lors de sa publication sur Windows en décembre 2008, Grand Theft Auto IV est globalement bien accueilli par la presse spécialisée et agrégateurs. Metacritic enregistre une moyenne générale de 90 %, basée sur 40 critiques. La presse spécialisée félicite l'amélioration des graphismes,, et les contenus additionnels,,,, mais fustigent certains éléments de son adaptation par rapport aux versions consoles,,.
Les contenus additionnels sont bien accueillis,. L'ajout d'un montage vidéo est bien perçu ; Calvert de GameSpot le considère comme « un bon moyen de faire travailler sa créativité », mais Kieron Gillen d'Eurogamer regrette les défauts de synchronisation,. La presse spécialisée critique aussi favorablement la personnalisation des stations de radio, permettant au joueur d'écouter la chanson de son choix,. Le mode multijoueur en-ligne, qui peut contenir le double du nombre maximum de joueurs autorisés pendant une partie par rapport aux versions consoles, est positivement souligné ; Gillen d'Eurogamer explique que « la possibilité de faire un carnage… s'accroît ». Will Tuttle de GameSpy considère que ce surnombre « change significativement l'action ».
L'amélioration des graphismes est également bien accueillie. Hopper de GameZone remarque de meilleurs détails graphiques des personnages et environnements, comparés aux versions consoles. Andy Robinson de Computer and Video Games les considère comme « impressionnants ». Cependant, la configuration du système, jugée difficile à utiliser en mode avancé, est mal accueillie,. Gillen d'Eurogamer explique que, même si la version Windows est « la plus intéressante », le mode avancé est « trop difficile à prendre en main ».

## Succès commercial

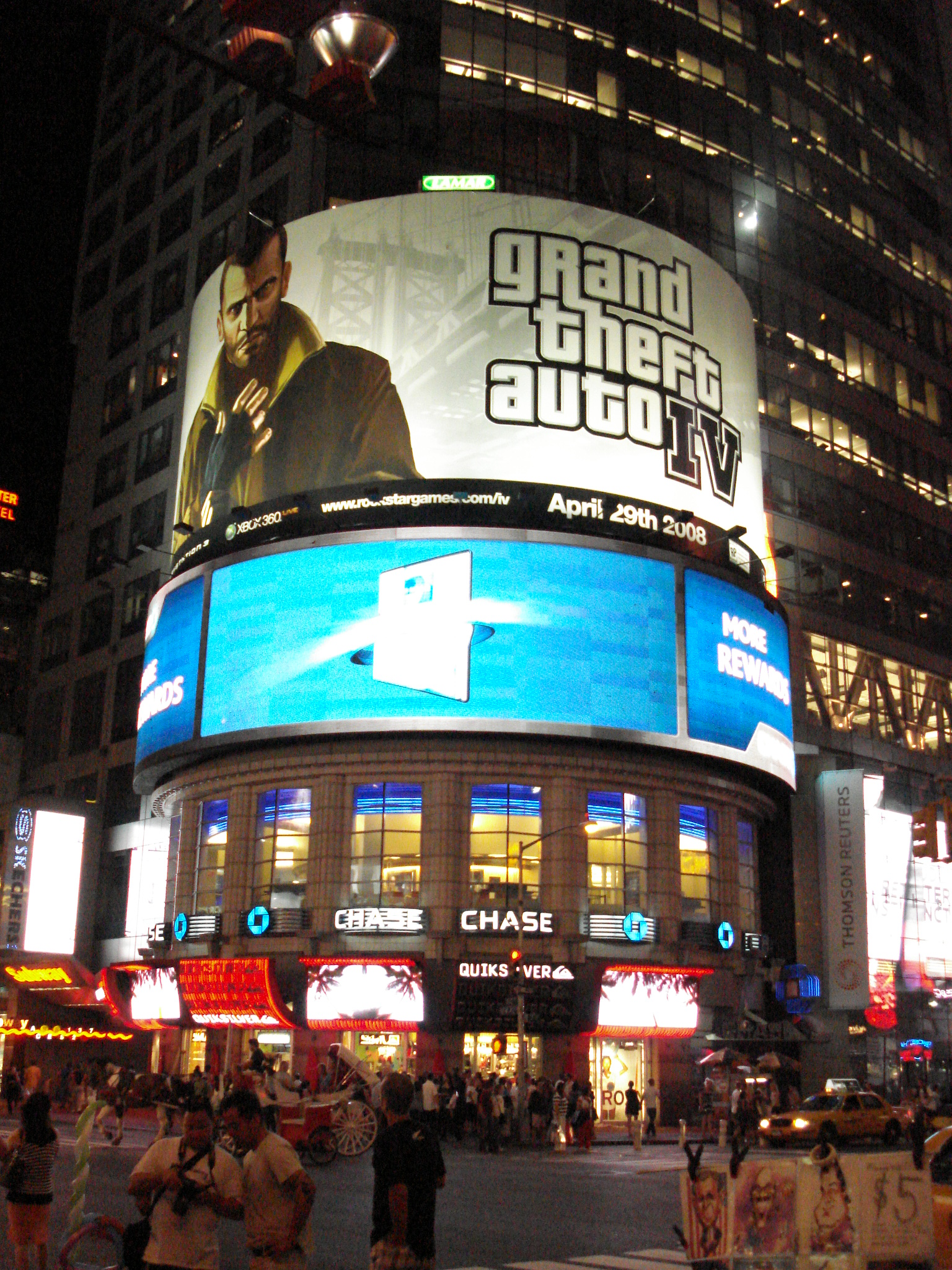
Publicité pour le jeu à Times Square en 2008.

### Ventes
Avant la publication du jeu, les actions de Take-Two Interactive augmentent de 3,4 %. Des observations sont effectuées sur le box-office du 2 mai 2008, à la date de sortie du film Iron Man ; la société décide de reporter la date de sortie de Grand Theft Auto IV pour éviter d'éventuelles pertes de recettes. Scott Hillis, de la société britannique Reuters, prévoit, à cette même période, 400 millions de dollars de recettes après la publication de Grand Theft Auto IV. Matt Richtel, du magazine New York Times, prévoit un lancement « historique » et cinq millions d'exemplaires vendus pendant les deux premières semaines. De son côté, l'analyste américain Michael Pachter prévoit onze à treize millions d'exemplaires vendus d'ici la fin 2008. Il annonce également que Grand Theft Auto IV représentera 3,2 % des ventes de jeux vidéo sur les marchés américains et européens, avec un total de 16 à 19 millions d'exemplaires vendus en 2008. L'analyste Evan Wilson, lui, annonce 550 millions de dollars de recettes pendant les premières semaines de ventes.
Après sa publication, Grand Theft Auto IV bat deux records de ventes dans toute l'histoire de l'industrie vidéoludique ; il devient le jeu vidéo le mieux vendu en une journée et en une semaine. Le jeu compte 3,6 millions d'exemplaires vendus le premier jour et en totalise six millions la première semaine avec 500 millions de dollars de recettes,,. Au Royaume-Uni, le jeu compte 631 000 exemplaires vendus le premier jour,. Selon la société britannique Chart-Track, il devient aussi le jeu le plus rapidement vendu en 24 heures dans le pays. L'ancien record de ventes au Royaume-Uni était détenu par Grand Theft Auto: San Andreas, vendu à 501 000 exemplaires en 24 heures,,. Cinq jours après sa sortie aux États-Unis, le jeu compte 1,85 million d'exemplaires vendus sur console Xbox 360 et un million sur console PlayStation 3 selon le NPD Group ; au Royaume-Uni, le jeu compte 514 000 d'exemplaires vendus sur Xbox et 413 000 sur PlayStation 3 selon Chart-Track,. Les versions Xbox 360 et PlayStation 3 sont respectivement les cinquième et huitième jeux les mieux vendus en 2008 sur les marchés américains. Il compte 3,29 millions d'exemplaires vendus sur Xbox 360 et 1,89 million sur PlayStation 3, pour un total de 5,18 millions d'exemplaires vendus en 2008 dans le pays. Selon GameStop et EB Games, Grand Theft Auto IV s'est le mieux vendu en précommande sur l'île de Porto Rico.
Le 13 mai 2008, Grand Theft Auto IV entre au Livre Guinness des records dans les catégories de « Jeu vidéo à plus haut revenu écoulé en 24 heures » et de « Meilleur revenu généré en 24 heures par un produit de divertissement ». Il compte 3,6 millions d'exemplaires vendus en une journée, pour un total d'environ 310 millions de dollars de recettes. Pendant les premiers jours de ventes, il atteint la première place des « Jeux vidéo les plus rapidement vendus en 24 heures », détrônant Halo 3 qui comptait 170 millions de dollars de recettes ; cependant, il est à son tour détrôné en novembre 2009 par Call of Duty: Modern Warfare 2. Le 31 mai 2008, le jeu compte plus de onze millions d'exemplaires vendus au détail et 8,5 millions d'exemplaires dans les marchés, selon Take-Two Interactive. D'après NPD Group et GfK Chart-Track, le jeu compte 4,711 millions d'exemplaires vendus aux États-Unis et 1,582 millions au Royaume-Uni, pour un total de 6,293 millions d'exemplaires vendus au 1er août 2008. Le 16 août 2008, il compte un total de dix millions d'exemplaires vendus dans les marchés, selon Take-Two Interactive,. Durant les quatre premiers jours de lancement au Japon, le titre compte 133 000 d'exemplaires vendus sur PlayStation 3 et 34 000 sur Xbox 360, selon Media Create. La version Windows, cependant, obtient considérablement moins de succès. Selon NPD Group, le jeu se classe à la septième place du top dix des ventes et disparaît complètement du classement une semaine plus tard,. Le 3 mars 2010, Take-Two Games annonce quinze millions d'exemplaires vendus à l'international, ; le chiffre passe à 17 millions le 9 juin 2010, puis à 20 millions le 17 mars 2011, pour un total de cent millions d'exemplaires vendus sur toute la série des Grand Theft Auto,. En septembre 2011, le jeu compte plus de 22 millions d'exemplaires vendus, puis plus de 25 millions en 2012, selon Game Informer.

### Distinctions
| Année | Récompenses                                                                  | Catégorie                                                                                                | Média         | Réf.    |
| ----- | ---------------------------------------------------------------------------- | --- | ------------- | ------- |
| 2008  | IGN Best of 2008                                                             | Meilleur jeu d'action                                                                                    | Xbox 360      | [ 206 ] |
| 2008  | IGN Best of 2008                                                             | Meilleur jeu d'action                                                                                    | PC            | [ 207 ] |
| 2008  | IGN Best of 2008                                                             | Meilleur jeu d'action                                                                                    | Tous système  | [ 208 ] |
| 2008  | IGN Best of 2008                                                             | Meilleure technologie graphique                                                                          | Xbox 360      | [ 209 ] |
| 2008  | IGN Best of 2008                                                             | Meilleur usage sonore                                                                                    | Tout système  | [ 210 ] |
| 2008  | IGN Best of 2008                                                             | Meilleur doublage                                                                                        | Xbox 360      | [ 211 ] |
| 2008  | IGN Best of 2008                                                             | Meilleur doublage                                                                                        | PlayStation 3 | [ 212 ] |
| 2008  | IGN Best of 2008                                                             | Meilleur doublage                                                                                        | PC            | [ 213 ] |
| 2008  | IGN Best of 2008                                                             | Meilleur doublage                                                                                        | Tout système  | [ 214 ] |
| 2008  | IGN Best of 2008                                                             | Meilleur scénario                                                                                        | Xbox 360      | [ 215 ] |
| 2008  | IGN Best of 2008                                                             | Meilleur scénario                                                                                        | PlayStation 3 | [ 216 ] |
| 2008  | IGN AU's 10 Best Games of 2008                                               | Meilleur jeu de l'année                                                                                  | Tout système  | [ 217 ] |
| 2008  | GameTrailers Game of the Year Awards 2008                                    | Jeu de l'année                                                                                           | Tout système  | [ 218 ] |
| 2008  | GameTrailers Game of the Year Awards 2008                                    | Meilleur jeu                                                                                             | PlayStation 3 | [ 219 ] |
| 2008  | GameTrailers Game of the Year Awards 2008                                    | Meilleur jeu                                                                                             | Xbox 360      | [ 220 ] |
| 2008  | GameTrailers Game of the Year Awards 2008                                    | Meilleur jeu d'action-aventure                                                                           | Tout système  | [ 221 ] |
| 2008  | GameTrailers Game of the Year Awards 2008                                    | Meilleur scénario                                                                                        | Tout système  | [ 222 ] |
| 2008  | GameSpy Game of the Year 2008                                                | Meilleur scénario                                                                                        | Tout système  | [ 223 ] |
| 2008  | GameSpy Game of the Year 2008                                                | Personnage de l'année Brucie                                                                             | Tout système  | [ 224 ] |
| 2008  | GameSpot Best of 2008                                                        | Meilleur jeu développé en Grande-Bretagne                                                                | Tout système  | [ 225 ] |
| 2008  | GameSpot Best of 2008                                                        | Nouveau meilleur personnage : Brucie                                                                     | Tout système  | [ 226 ] |
| 2008  | GameSpot Best of 2008                                                        | Meilleur jeu                                                                                             | Xbox 360      | [ 227 ] |
| 2008  | Giant Bomb Golden Anniversary Year-End Awards Extravaganza Spectacular 2008  | Jeu de l'année                                                                                           | Tout système  | [ 228 ] |
| 2008  | Giant Bomb Golden Anniversary Year-End Awards Extravaganza Spectacular 2008  | Meilleur jeu multiplateforme                                                                             | Tout système  | [ 229 ] |
| 2008  | Kotaku's 2008 Games of the Year Awards                                       | Jeu de l'année                                                                                           | Tout système  | [ 230 ] |
| 2008  | Kotaku's 2008 Games of the Year Awards                                       | Meilleur scénario                                                                                        | Tout système  | [ 230 ] |
| 2008  | TeamXbox Game of the Year Awards 2008                                        | Meilleur jeu d'action-aventure                                                                           | Tout système  | [ 231 ] |
| 2008  | TeamXbox Game of the Year Awards 2008                                        | Meilleure histoire                                                                                       | Tout système  | [ 232 ] |
| 2008  | TeamXbox Game of the Year Awards 2008                                        | Jeu de l'année                                                                                           | Tout système  | [ 232 ] |
| 2008  | Spike TV Video Game Awards 2008                                              | Jeu de l'année                                                                                           | Tout système  | [ 233 ] |
| 2008  | Spike TV Video Game Awards 2008                                              | Meilleur jeu d'action-aventure                                                                           | Tout système  | [ 233 ] |
| 2008  | Spike TV Video Game Awards 2008                                              | Meilleure performance de doublage d'un personnage masculin : Michael Hollick dans le rôle de Niko Bellic | Tout système  | [ 233 ] |
| 2008  | 26e édition des Golden Joystick Awards                                       | BBC 1Xtra, effets sonores de l'année                                                                     | Tout système  | [ 234 ] |
| 2008  | 26e édition des Golden Joystick Awards                                       | Jeu de l'année (Arvato Digital Services)                                                                 | Xbox 360      | [ 234 ] |
| 2008  | G4 G-Phoria 2008                                                             | Meilleur nouveau personnage : Niko Bellic                                                                | Tout système  | [ 235 ] |
| 2008  | G4 G-Phoria 2008                                                             | Meilleur jeu d'action                                                                                    | Tout système  | [ 235 ] |
| 2008  | G4 G-Phoria 2008                                                             | Jeu à longue durée, présenté par Stride                                                                  | Tout système  | [ 235 ] |
| 2008  | Los Angeles Times                                                            | Jeu de l'année                                                                                           | Tout système  | [ 236 ] |
| 2008  | Time, The Top 10 Everything of 2008: Top 10 Video Games                      | Jeu vidéo à la première place en 2008                                                                    | Tout système  | [ 237 ] |
| 2009  | Entertainment Merchants Association, Home Entertainment Awards – Video Games | Jeu d'action-aventure                                                                                    | Tout système  | [ 238 ] |

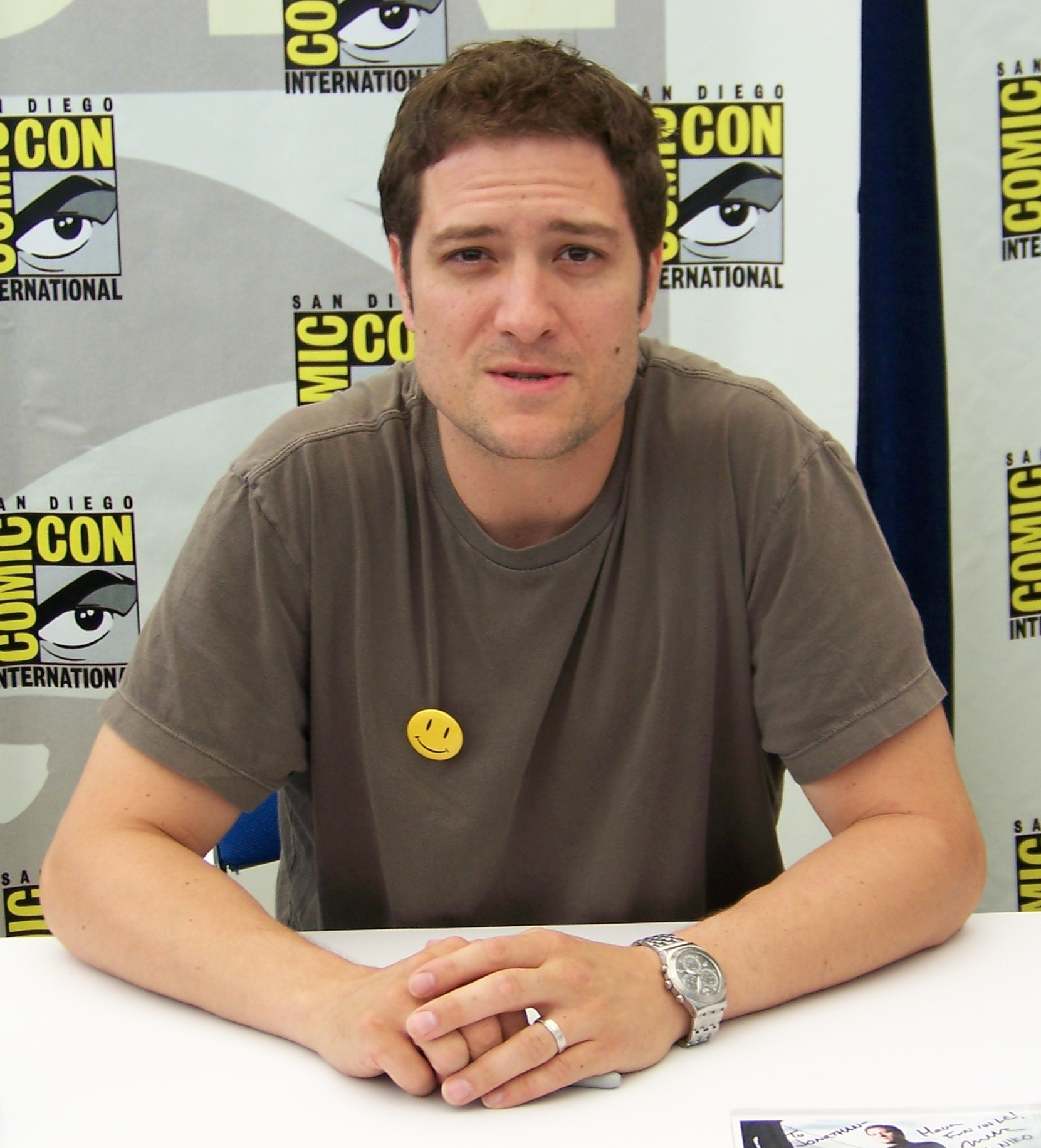
Michael Hollick, voix officielle de Niko Bellic, est récompensé par Spike TV dans la catégorie Meilleure performance dans le doublage d'un personnage masculin.

À la suite de son succès commercial, Grand Theft Auto IV est nommé et récompensé à plusieurs reprises lors d'importants événements. Il est sacré « Jeu de l'année » par de nombreux médias spécialisés dans les jeux vidéo, comme Spike TV, Giant Bomb, Kotaku et GameTrailers et par des médias libéraux, tels que le Los Angeles Times et le magazine Time. Le jeu remporte à plus de soixante reprises le prix de « Jeu de l'année », bien plus que tous les autres publiés la même année. Grand Theft Auto IV est également nommé sept fois à la cinquième édition des BAFTA Games Awards et trois fois à la neuvième édition des Game Developers Choice Awards, mais aucune récompense ne lui est décernée. Le site web français Jeuxvideo.com le classe 17e meilleur jeu de tous les temps en 2011.

## Polémiques
Avant même sa publication, Grand Theft Auto IV devient la cible de nombreuses polémiques. Des personnalités américaines telles que Jack Thompson et Glenn Beck et britanniques telles que George Galloway, ainsi que plusieurs organisations new-yorkaises et l'association Mothers Against Drunk Driving (MADD) qui lutte contre l'alcool au volant, critiquent vivement le jeu. Le personnage joueur ayant la possibilité de conduire sous l'influence de l'alcool, la MADD exige de la société Entertainment Software Rating Board (ESRB) le changement de la classification du jeu, qui est de « M » (Mature 17+ ; réservé à un public âgé au-dessus de 17 ans), en « A » (Adults Only ; contenu pour adultes uniquement).
Les versions australienne et néo-zélandaise du jeu sont censurées et éditées afin de suivre les critères imposés par le système de classification australien. Cependant, le jeu est renvoyé dans son intégralité à l'organisation OFLC par Stan Calif, un jeune étudiant de 21 ans, mécontent de la version néo-zélandaise. La version intégrale du jeu est alors rééditée, classée « R18 » et de nouveau mise en vente dans les marchés néo-zélandais. La version non éditée de Microsoft Windows est classée « MA15+ ». Aux États-Unis et en Europe, plus particulièrement au Royaume-Uni, Grand Theft Auto IV est très largement attaqué pour son contenu jugé violent,,,,. Le premier contenu épisodique, The Lost and Damned, montre un homme intégralement nu, une scène inhabituelle dans les jeux vidéo.
Selon les presses d'actualités, le jeu influence les actions de joueurs confirmés et du public en général. En avril 2008 à Londres, des violences éclatent entre deux groupes près d'un bar de proximité, menant à une bagarre générale ; selon les spéculations, le jeu aurait suscité cette violence, ce qui est plus tard démenti. En juin 2008, au New Hyde Park de New York, six adolescents sont appréhendés pour avoir racketté plusieurs individus et pour plusieurs tentatives de vols de voiture ; selon la police, les adolescents s'étaient inspirés des événements de Grand Theft Auto IV, ce qui a pour effet de relancer la polémique déjà très présente dans le pays. En Thaïlande, le jeu est retiré le 18 août 2008 après l'assassinat d'un chauffeur de taxi par un homme qui se disait passionné de Grand Theft Auto IV. À Lyon en France, un adolescent est appréhendé en septembre 2008 pour avoir brûlé des voitures ; il donne comme explication s'être inspiré du jeu. En Louisiane, en août 2013, un garçon de huit ans tire à l'arme à feu sur sa grand-mère quelques minutes après avoir joué à Grand Theft Auto IV.